# Идлиани
Идлиани (груз. იდლიანი) — село в Грузии, на территории Местийского муниципалитета края (мхаре) Самегрело-Верхняя Сванетия.

## География
Село находится в северо-западной части Грузии, на правом берегу реки Ингури, на расстоянии приблизительно 51 километра (по прямой) к юго-западу от посёлка городского типа Местиа, административного центра муниципалитета. Абсолютная высота — 741 метр над уровнем моря.

## Население
По результатам официальной переписи населения 2014 года в Идлиани проживало 292 человека (142 мужчины и 150 женщин). В национальной структуре населения грузины составляли 99,7 %.
| Год  | Население, человек |
| ---- | ------------------ |
| 2002 | 321                |
| 2014 | ↘ 292              |